# Свистун білогузий
Свистун білогузий (Pachycephala homeyeri) — вид горобцеподібних птахів родини свистунових (Pachycephalidae). Мешкає на Філіппінах та в Малайзії. Раніше вважався підвидом сірого свистуна.

## Підвиди
Виділяють три підвиди:
- P. h. homeyeri (Blasius, W, 1890) — південь і південний захід Філіппін, а також малайзійські острови Сіпадан і Панданан біля узбережжя Калімантану;
- P. h. major (Bourns & Worcester, 1894) — острів Себу;
- P. h. winchelli (Bourns & Worcester, 1894) — захід Філіппін.

## Поширення і екологія
Білогузі свистуни живуть в рівнинних та гірських тропічних лісах.